# 延寿郡
延寿郡，中国南北朝设置的郡。
西魏置，治所在今陕西省渭南市北下吉镇。属雍州。辖境约当今陕西省渭南市北部。隋朝开皇初年废。 